# Herrschaft Bußmannshausen

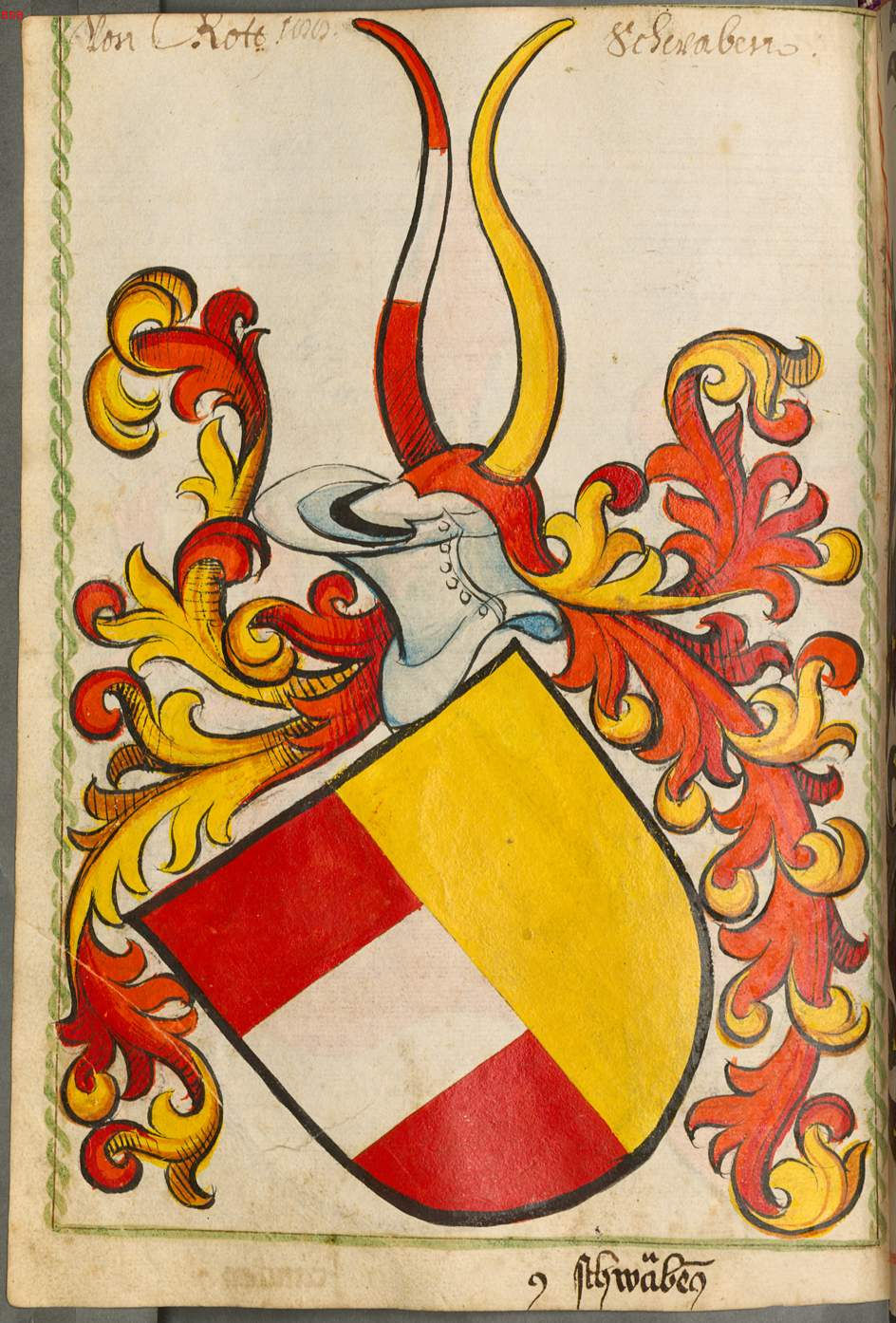
Wappen der Rodt (Roth) zu Bußmannshausen

Die Herrschaft Bußmannshausen mit Sitz in Bußmannshausen, heute ein Ortsteil der Gemeinde Schwendi im Landkreis Biberach in Baden-Württemberg, wurde erstmals 1083 genannt. 
Von den Edelfreien von Bußmannshausen kam die Herrschaft im  14. Jahrhundert an die Ulmer Patrizierfamilie Besserer. Im Jahr 1434 kam die Herrschaft in den Besitz des Hans von Rodt. Später wurde die Herrschaft als Teil der Markgrafschaft Burgau an die Freiherren von Roth zu Bußmannshausen als Lehen gegeben. Seit 1800 besaßen die Freiherren von Hornstein die Herrschaft.
Im Rahmen der Mediatisierung im Jahr 1806 kam die Herrschaft Bußmannshausen unter die Landeshoheit des Königreichs Bayern. Im Jahr 1810 gelangte die Herrschaft durch Gebietsaustausch an das Königreich Württemberg.